# Ануфриев, Илья Николаевич
Илья Николаевич Ануфриев (род. 13 августа 2003, Подольск, Московская область) — российский хоккеист, нападающий.

## Биография
Воспитанник подольского «Витязя», с сезона 2020/21 — игрок команды МХЛ «Русские витязи» Чехов. В сезоне 2022/23 дебютировал в КХЛ.
Обладатель Кубка регионов (2024, «Юнисон-Москва», НМХЛ).